# 53
53. је била проста година.

## Догађаји
- У Олимпији су одржане 208. Олимпијске игре
- Основан је град Форум Јулии, касније Цивитас Аустриае, савремени Чивидале дел Фријули
- Ирод Агрипа II (27-ц. 93/96), син Ирода Агрипе, постао је тетрарх Батанее и Трахонитиса
- Апостол Симон Кананит почео је да проповеда хришћанство у Абхазији
- Когурјо је постао централизована држава под влашћу краља Таејоа

## Рођења
- 18. септембар — Трајан, римски цар (у. 117)